# Lista över ledamöter av Sveriges ståndsriksdag 1654
Ledamöter av Sveriges ståndsriksdag 1654.

## Borgarståndet
| Riksdagsledamot       | Yrke                         | Valkrets           | Anmärkningar                    |
| --------------------- | ---------------------------- | ------------------ | ------------------------------- |
| Han Hansson           | Borgmästare                  | Stockholms stad    |                                 |
| Wilhelm Lehusen       | Rådman                       | Stockholms stad    |                                 |
| Måns Eriksson         | Borgare                      | Stockholms stad    |                                 |
| Olof Jonsson          | Borgmästare                  | Uppsala stad       |                                 |
| Nils Knutsson         | Rådman                       | Uppsala stad       |                                 |
| Olof Hising           | Borgmästare                  | Norrköpings stad   |                                 |
| Caspar Hindriksson    | Rådman                       | Norrköpings stad   |                                 |
| Gerhard von Lengerken | Borgmästare                  | Göteborgs stad     |                                 |
| Johan Ellers          | Borgare                      | Göteborgs stad     |                                 |
| Johan Eric Rosenlund  | Borgmästare                  | Kalmar stad        |                                 |
| Jon Sylvesson         | Borgare                      | Kalmar stad        |                                 |
| Laurentius Brokius    | Borgmästare                  | Åbo stad           |                                 |
| Petter Gesenhuus      | Rådman                       | Åbo stad           |                                 |
| Haqvinus Javelinus    | Borgare och statssekreterare | Viborgs stad       |                                 |
| Andreas Bergius       | Borgmästare                  | Nyköpings stad     |                                 |
| Anders Jostsson       | Borgare                      | Nyköping stad      |                                 |
| Hans Philipsson       | Borgmästare                  | Västerviks stad    |                                 |
| Benjamin Schepper     | Borgmästare och syndikus     | Gävle stad         |                                 |
| Olof Larsson          | Rådman                       | Gävle stad         |                                 |
| Magnus Palumbus       | Borgmästare                  | Visby stad         |                                 |
| Bartram Smitterlou    | Borgare                      | Visby stad         |                                 |
| Simon Döpke           | Rådman                       | Falu stad          |                                 |
| Olof Jonsson          | Borgare                      | Falu stad          |                                 |
| Nicolaus Almenius     | Rådman och syndicus          | Halmstads stad     |                                 |
| Johan Andersson       | Borgmästare                  | Västerås stad      |                                 |
| Abraham Adriansson    | Borgare                      | Västerås stad      |                                 |
| Måns Knutsson         | Rådman                       | Arboga stad        |                                 |
| Jöns Eriksson         | Rådman                       | Örebro stad        |                                 |
| Jöns Persson          | Rådman                       | Jönköpings stad    |                                 |
| Nils Jonsson          | Rådman                       | Köpings stad       |                                 |
| Michael Zachariae     | Borgmästare                  | Helsingfors stad   |                                 |
| Jon Håkansson         | Rådman                       | Hudiksvalls stad   |                                 |
| Pär Önesson           | Rådman                       | Vasa stad          |                                 |
| Oluf Arnesson         | Rådman                       | Lidköpings stad    |                                 |
| Johan Conradsson      | Rådman                       | Mariestads stad    |                                 |
| Anders Månsson        | Rådman                       | Karlstads stad     |                                 |
| Anders Jacobsson      | Borgmästare                  | Linköpings stad    |                                 |
| Oluf Nilsson          | Rådman                       | Strängnäs stad     |                                 |
| Måns Nilsson          | Borgmästare                  | Härnösands stad    |                                 |
| Johan Bockmyller      | Borgmästare                  | Uleåborgs stad     |                                 |
| Per Bengtsson         | Rådman                       | Torshälla stad     |                                 |
| Måns Larsson          | Borgare och stadssekreterare | Borås stad         |                                 |
| Lars Bengtsson        | Rådman                       | Vänersborgs stad   |                                 |
| Bengt Jonsson         | Borgmästare                  | Enköpings stad     |                                 |
| Per Danielsson        | Borgmästare                  | Sala stad          |                                 |
| Anders Eriksson       | Borgare och stadssekreterare | Sigtuna stad       |                                 |
| Per Carlsson          | borgmästare                  | Öregrunds stad     |                                 |
|                       |                              | Norrtälje stad     |                                 |
| Lars Persson          | Rådman                       | Hedemora stad      |                                 |
| Simon Bossart         | Rådman                       | Lindesbergs stad   |                                 |
| Johan Hansson         | Borgmästare                  | Nora stad          |                                 |
| Olof Andersson        | Rådman                       | Askersunds stad    |                                 |
| Olof Månsson          | Rådman                       | Skara stad         |                                 |
| Måns Persson          | Rådman                       | Växjö stad         |                                 |
| Per Andersson         | Rådman                       | Bogesunds stad     |                                 |
| Tore Ingevaldsson     | Rådman                       | Söderköpings stad  |                                 |
| Hans Persson          | Borgare och stadssekreterare | Skänninge stad     |                                 |
| Baltazar Bysing       | Rådman                       | Södertälje stad    |                                 |
|                       |                              | Eksjö stad         |                                 |
| Michael Bengtsson     | Borgmästare                  | Vadstena stad      |                                 |
| Lars Jönsson          | Rådman                       | Hjo stad           |                                 |
| Jakob Jonsson         | Rådman                       | Skövde stad        |                                 |
| Mats Marcusson        | Rådman                       | Björneborg         |                                 |
| Johan Larsson         | Borgare                      | Raumo              |                                 |
| Jöns Ingevaldsson     | Borgmästare                  | Torneå stad        |                                 |
| Gustaf Månsson        | Borgmästare                  | Kristinehamns stad |                                 |
| Sten Mickelsson       | Borgmästare                  | Sundsvalls stad    |                                 |
| Pär Olofsson          | Borgare och stadssekreterare | Söderhamns stad    |                                 |
| Jacob Häffner         | Borgmästare                  | Borgå              |                                 |
| Cordt Bockmyler       | Borgmästare                  | Nykarleby          |                                 |
| Mårten Pärsson        | Rådman                       | Gamlakarleby       |                                 |
| Jon Abrahamsson       | Rådman                       | Umeå stad          |                                 |
| Jon Pärsson           | Rådman                       | Piteå stad         | Representerade även Luleå stad. |
| Jon Pärsson           | Rådman                       | Luleå stad         | Representerade även Piteå stad. |
| Sven Mattsson         | Rådman                       | Nystad             |                                 |
|                       |                              | Ekenäs             |                                 |
| Petter Gagoo          | Rådman                       | Filipstads stad    |                                 |
| Jacob Jonsson         | Rådman                       | Falköpings stad    |                                 |
| Ingemar Pärsson       | Rådman                       | Alingsås stad      |                                 |
| Lars Jönsson          | Rådman                       | Vimmerby stad      |                                 |
| Christoffer Mortiz    | Borgare                      | Trosa stad         |                                 |
|                       |                              | Östhammars stad    |                                 |
| Hindrich Nilsson      | Borgmästare                  | Åmåls stad         |                                 |
| Erik Olofsson         | Rådman                       | Säters stad        |                                 |
|                       |                              | Mariefreds stad    |                                 |
| Nils Persson          | Borgare och stadssekreterare | Kristianstads stad |                                 |
| Erik Hindersson       | Rådman                       | Nådendal           |                                 |